# 검은머리갈매기
검은머리갈매기(Saundersilarus saundersi)는 도요목 갈매기과 검은머리갈매기속에 속하는 조류이다.

## 개요
몸길이는 29~32cm, 날개는 27~30cm이다. 여름깃은 머리가 검은색이고, 겨울깃은 흰색에 어두운 무늬가 있다. 목과 배쪽과 꼬리는 흰색이다. 뒷 등은 어두운 진주빛 회색이며, 날개깃은 대부분이 흰색이고, 부리는 검은색, 다리는 붉은색이다. 흰색 눈테가 있다. 외형으로 암컷과 수컷을 구분하기는 어렵다고 한다. 다만, 수컷의 크기가 암컷보다 약간 크다. 갯벌이 있는 해안과 강 하구에서 무리 생활을 한다.

## 붉은부리갈매기와의 비교
검은머리갈매기는 여름깃과 겨울깃 둘 다 붉은부리갈매기와 생김새가 유사하다. 검은머리갈매기는 계절 상관없이 부리가 짧고 검은색인데 반면 붉은부리갈매기는 검은머리갈매기에 비해 부리가 길며 붉은색이다. 검은머리갈매기 여름깃은 붉은부리갈매기와 다르게 첫째날개깃 끝에 흰색 반점이 있다.

## 서식지
하구 갯벌을 가장 좋아하며, 염생식물이 있는 군락지에서 집단 번식을 하며, 갈대가 많이 자라는 곳은 선호하지 않는다고 한다.

## 짝짓기
검은머리갈매기는 짝짓기를 할 때 암컷이 수컷의 주위를 돌거나 부리로 수컷의 아랫부리를 쪼면, 수컷은 암컷에게 먹이를 직접 토해주거나 부리로 먹이를 건네주는 행동으로 짝을 이룬다.

## 먹이
주로 새우, 게, 가재, 물고기, 조개, 갯지렁이를 먹는다. 번식기는 4~6월이며, 한배산란수는 2~3개 정도이다. 먹이를 구할 때는 제비갈매기와 유사하게 갯벌 위를 저공으로 천천히 비행하면서 먹이를 직접 탐색을 하다가 먹이를 발견하면 급하강하여 먹이를 직접 낚아채고, 갯벌 위를 걸어 다니면서 먹이를 직접 찾아 먹는다.

## 주요 포식자
자연 상태에서는 주로 수리부엉이, 황조롱이, 백로류, 다른 갈매기류, 매, 족제비, 고양이, 너구리 등이 주요 포식자다.

## 대한민국
대한민국에서는 멸종위기 야생생물 Ⅱ급으로 지정되어 있다. 검은머리갈매기가 다른 희귀조들과 다르게 송도에서만 번식을 하고 있어서 멸종 가능성이 매우 큰데, 인천경제청은 저어새 중심의 대체서식지를 조성 중이다. 2021년에 검은머리갈매기들이 번식했던 인천 연수구 인천항 크루즈터미널 인근 공터는 1년 만에 풀이 길게 자라 검은머리갈매기들이 번식할 수 없는 환경으로 변했고 해당 일대에 개발 계획이 잡혀있다. 이로 인해 탐조인들 사이에선 멸종이 매우 유력하다고 여기는 종이다.